# Wapen van Zuid- en Noordeinderpolder
Het wapen van het waterschap Zuid- en Noordeinderpolder vertoont grote gelijkenissen met het wapen van Aarlanderveen, het Zuid-Hollandse waterschap Zuid- en Noordeinderpolder lag dan ook grotendeels in deze voormalige gemeente. Het wapen werd gebruikt vanaf 15 mei 1972, maar het waterschap werd in 1666 opgericht. In 1892 kwamen de Coupé-, Hoef- en Schoutenpolders bij het waterschap. 

## Blazoen
De officiële beschrijving luidde als volgt:
In azuur twee schuingekruiste zwaarden, waaroverheen een schedel zonder onderkaak, beneden vergezeld van een jachthoorn, alles van zilver; een golvende zoom van goud. Het schild gedekt met een gouden kroon van drie bladeren en twee parels.
Het schild is blauw van kleur met daarop twee zwaarden, als een Andreaskruis, met daaroverheen een schedel zonder de onderkaak. Onder dit geheel een jachthoorn. De zwaarden, schedel en jachthoorn zijn allemaal geheel van zilver. Om het geheel een golvende gouden rand. In tegenstelling tot het gemeentewapen is dit wapen wel gekroond, de kroon is goud en bestaat uit drie bladeren met daartussen twee parels.